# MIR (serie de televisión)
MIR (Médico Interno Residente) es una serie de televisión producida por Videomedia para Telecinco. Se estrenó el 10 de enero de 2007 y finalizó el 28 de agosto de 2008.
La serie es un spin-off de otra serie del mismo tema, Hospital Central, con el mismo personaje como protagonista: el doctor Antonio Dávila, interpretado por Lluís Marco.
La 2.ª temporada de la serie se estrenó el 4 de enero de 2008, con escasa audiencia, y Telecinco decidió cancelarla temporalmente. En abril del mismo año, la cadena anunciaba de nuevo, el regreso de la segunda temporada, que nunca se emitió.
Finalmente, el 17 de julio, se volvió a emitir el primer capítulo de la segunda temporada tras el final de Los Serrano. El segundo capítulo de la segunda temporada (inédito hasta entonces) se emitió el 24 de julio.
Tras emitirse siete capítulos de la segunda la cadena estimó que no alcanzaba el mínimo de cuota de pantalla y dejó de emitirla. Los demás capítulos fueron estrenados a través de telecinco.es
En marzo de 2009, Telecinco decide retomar la emisión de todos los episodios de las dos temporadas a través del canal digital Factoría de Ficción, los viernes a las 22:00h, con doble entrega, incluyendo los últimos de la segunda temporada, hasta entonces, inéditos en televisión. No hay noticias sobre una posible renovación para la tercera temporada.
La serie en España ha sido emitida en Telecinco, Factoría de Ficción y en los canales de pago Factoría de Ficción, Calle 13 Universal, AXN (España). Además la serie se ha exportado a diferentes televisiones del extranjero, sobre todo donde es oficial o cooficial el español.
Es la versión española de la serie de Estados Unidos llamada Grey's Anatomy (Anatomía según Grey en Hispanoamérica y Anatomía de Grey en España)

## Argumento
MIR cuenta las historias que se desenvuelven en el ficticio Hospital Universitario, pabellón del también ficticio Hospital Central, ambos ubicados en Madrid. Los protagonistas son cinco residentes y los adjuntos que están al cargo de ellos.

### Decorados
La estructura del hospital está basada en la Maternidad de O'Donnell (diseñada por Rafael Moneo). Dicho espacio recrea las siete plantas del hospital y cada uno de estos pisos se identifica con una especialidad médica en función del color de sus paredes:

- La planta baja están ubicadas principalmente las consultas, el laboratorio, la radiología y la cafetería. Las urgencias se atienden en el Hospital Central (según se ve en la primera temporada)
- La planta primera contiene la UCI y los quirófanos
- La segunda planta es la de materno-infantil
- La tercera planta ingresa la mayoría de los pacientes (del resto de especialidades de los médicos protagonistas)
Aunque hay más plantas, hasta la séptima, en la serie solo se muestra hasta la tercera planta.

## Reparto

### Personajes Actuales
- Amparo Larrañaga (Dra. Cristina Sierra)

Piloto (capítulo 175 de HC)- Caps.1 a 26
Adjunta de cirugía
La doctora Sierra, aparece operando en el hospital central con el Dr. Vilches en el capítulo 175. Es una persona exigente, firme en sus convicciones, rígida en sus propósitos, temida por sus alumnos a la vez que admirada. Es una buena médico y una excelente profesora. Respecto a su vida privada está felizmente casada pero ella desea ser madre. Por eso se opera, para que sus trompas fuesen permeables. Finalmente logra quedarse embarazada, pero resulta que el embarazo es ectópico y le extirpan el útero en el capítulo final de la 1.ª temporada. En la 2.º temporada adopta a la hija de una paciente que murió en el hospital universitario. Más tarde llegara el padre biológico de la niña y Cristina tendrá que dársela, hecho por el que tendrá una depresión y para afrontarla se refugiara en el trabajo. También el hecho de que Alba no esté en su vida sumirá al matrimonio en una profunda crisis.
- Daniel Freire (Dr. Javier Lapartida)

Capítulos 1 a 26
Adjunto de Medicina Interna
Ha iniciado una nueva vida personal tras su separación matrimonial regalándose una segunda juventud: coche nuevo, apartamento en el centro, vuelve a escuchar a los Rainbow, se “machaca” en el gimnasio y sale por las noches. El problema es que está tan ocupado en pasarlo bien y rehacer su vida que se ha olvidado de las exigencias de su profesión y de que tiene dos hijos. Pero se da cuenta de que está perdiendo cualidades como médico y en la segunda temporada comienza a preocuparse de nuevo por los pacientes empezando una nueva vida profesional. Pero ocurrirá un hecho que le quitara esa idea de la cabeza. Aparte en la 2.ª Temporada le ocurrirán cosas que no saben cómo afrontarlas, su mujer será internada en la cárcel y el hermano de su mujer intenta quitarle la custodia de sus hijos.
- Ruth Díaz (Dra. Nuria Roche) Piloto (capítulo 175 de HC), Capítulos 1 a 26

Residente de cirugía
Nuria vive la Medicina, es su vocación. Hija, novia y compañera ejemplar, parece a simple vista que no tiene defectos. Pero la entrada en la vida adulta le hace empezar a tener una serie de problemas con los que no había contado y que van a producirle inseguridades. Se queda embarazada tras una noche loca con Nelson, un celador del hospital, pero acaba abortando. Al final de la 1.ª temporada tiene una crisis profesional que acaba superando. Durante la 2.ª temporada se sentirá atraída por Edu a raíz de un beso que se dieron en quirófano.
- Rodolfo Sancho (Dr. Eduardo Murua) Piloto (capítulo 175 de HC), Caps. 1 a 26

Residente de medicina interna.
Lo tiene todo para triunfar: es inteligente, ama la medicina, posee un sexto sentido para los diagnósticos siempre acertados, tiene carisma y un gran atractivo físico. No obstante, la vida le ha dado un duro revés al perder a su novia embarazada en un accidente de tráfico que se produjo por un error suyo. Aún no ha conseguido superar el trauma, de ahí su espíritu solitario. Pero tras agredir a Toño, Dávila consigue que haga terapia. Y con ayuda del psicólogo y sus compañeros lo acaba superando. Sale con Gloria y viven juntos, y consigue una beca para ir a estudiar a Nueva York un año.
- Daniela Costa (Dra. Carmen Jurado)

Piloto (capítulo 175 de HC), Caps. 1 a 26
Residente de Traumatología
Carmen es moderna, urbana, optimista, dicharachera y perfeccionista. Además de sus horas académicas y las horas de estudio, saca tiempo para apuntarse a un seminario y pone copas los sábados por la noche para pagarse un máster. Esta autoexigencia es una virtud, pero también será un problema para la joven doctora. Tras la paliza que le dio el hijo adolescente de un paciente, se escabulle de tratar ese tipo de pacientes. Llegara incluso a fastidiar un estudio de Edu sobre la adicción a la cocaína al inventarse las respuestas de los cuestionarios para no tener que entrevistar a jóvenes conflictivos. También fastidiará a Mateo en la denuncia que este último había puesto contra Pilar.
- Pau Roca (Dr. Mateo García) Capítulos 1 a 26

Residente de Pediatría
Es el narrador de la serie. Mateo quiere hacer muchas cosas, aprender muy deprisa, pero nadie le toma en serio. Los médicos no le prestan la suficiente atención, por lo que tendrá que ir detrás de ellos para conseguir un minuto de su tiempo y poder así aclarar sus dudas. Al principio no quería hacer la residencia de pediatría por su profundo odio a los niños, pero poco a poco lo va superando. Sufre el acoso de Pilar por el desliz que tuvo con ella, hasta que la denuncia. Al final no tiene más remedio que confesar que se acostó con Pilar, este hecho lo hizo por venganza, pero en el último capítulo de la temporada logra salvarle la vida a Pilar.
- Nuria Gago (Dra. Gloria Calatayud)

Capítulos 1 a 26
Adjunta de Neurología
Una meningitis la dejó sorda y gracias a un implante coclear puede oír. Esta discapacidad no le impide ejercer la medicina aunque a veces provoca situaciones que desconciertan a los enfermos y a sus compañeros. Es muy amiga de Edu, un hecho que sorprende a todos porque el residente no tiene apenas amistades. Tras perder la plaza de neurología que se quedó Toño, empieza a buscar trabajo. Por su rapidez al detectar a su hermana un ictus, el Dr. Claudio Martos la contrata por guardias.
- Mar Ulldemolins (Dr. Lea Izquierdo)

Capítulos 13 a 26
Residente de intensivos.
Lea se incorpora en su primer año de Intensivos. Su primer trabajo como médico no es solo una cuestión de vocación, sino también de supervivencia ya que hasta ahora ha subsistido gracias a la ayuda de sus amigos y las becas obtenidas por sus buenos resultados académicos. Su familia le dio la espalda el día que hizo pública su condición de bisexual. Siempre se meterá en líos para ayudar a Mateo. Hasta que falsifica un correo de Pilar que le perjudica al propio Mateo en la comisión sobre la denuncia y Mateo corta con ella.
- Lluís Marco (Dr. Antonio Dávila)

HC caps 61 a 175 MIR 1 a 26
Adjunto de Pediatría
El doctor Dávila abandona el Central, después de dejar de ser director del mismo. Pide el traslado al pabellón universitario (la serie MIR), para abordar un nuevo reto recuperando su primera vocación: la Pediatría. El humanismo es la característica que mejor le define, con una didáctica clara: primero se enseña a ser buena persona y después a ser buen médico. Pero la edad pasa factura y se dará cuenta de que la sabiduría no radica solo en la experiencia sino también en las ganas de aprender y en la ilusión por mejorar.
- Beatriz Argüello (Dra. Pilar Rojas)

Capítulos 1 a 26
Adjunta de Traumatología
Es la viva imagen de la mujer que sabe compaginar su papel de madre trabajadora. Tiene una capacidad física envidiable para poder abarcar 12 de horas seguidas de guardia y asistir a continuación a una representación infantil con sus tres hijos. Como médico es una persona muy competente, respetada por compañeros y alumnos. Al principio de la segunda temporada tiene un desliz con Mateo. Pilar al creerse que Mateo lo ha contado le está haciendo la vida imposible. Al final todo el hospital acaba enterándose de que se acostó con Mateo. Al final de la 2.ª temporada se toma un frasco de pastillas pero Mateo le salva la vida, esto hará que la doctora sea más humana con todos.
- Benito Sagredo (Dr.Alberto Sales)

Capítulos 18 a 26
Médico cirujano
Alberto fue el primer residente de la doctora Cristina Sierra. Durante su período de formación sufrió una desastrosa experiencia a su lado, hasta el punto de que el médico llegó a recomendarle que se dedicara a otra cosa que no fuera la cirugía.
Su tesón y voluntad de convertirse en un gran cirujano dio sus frutos tras un Máster en el Hospital Monte Sinaí de Nueva York, del que salió reforzado en conocimientos y experiencia. Su llegada al Universitario va a tener el mismo efecto que un ciclón: adicto al trabajo, Alberto va a conseguir dinamizar la vida en los quirófanos y conseguirá reducir la gran lista de espera que arrastra el hospital.
Además, los residentes van a admirarle en detrimento de sus adjuntos: para Edu, la carrera de Alberto en el extranjero constituye un ejemplo a seguir; Nuria quedará eclipsada por su saber hacer en la mesa de operaciones y Carmen caerá rendida a los pies de este guapo y atractivo cirujano. Pero si en su trabajo se implica con el paciente, en su vida personal es bastante informal, ya que huye de todo tipo de compromisos y suele quedar fatal con los amigos por pura dejadez.
- Assun Planas (Elvira Peña) Capítulos 15 a 26

Enfermera
Elvira, la madre de Gloria, se incorporará a la plantilla de enfermeras. Enfermera de gran experiencia que llega al hospital para intentar recuperar el afecto de su hija. Elvira, pensó que no era necesario molestar a un médico sobre un simple virus, que resultó ser una meningitis que provocó la pérdida de audición de la pequeña. En el hospital, la enfermera demostrará que es una experta en conflictos, manipulaciones y mentiras. Su difícil carácter le llevará a enfrentarse con Lapartida y será la causante de la mala relación que desde entonces tendrán el médico y Gloria, ya que la joven saldrá en defensa de su madre.

### Personajes secundarios actuales
- Xavier Murua (Dr. Antonio "Toño" Martínez Crespo) (1.ª temporada-presente) Capítulos 1 a 26

Es pelota, chulo y manipulador. Lo intenta todo para conseguir lo que quiere y no le importa pasar por encima de los demás. Sus compañeros no le soportan. Le arrebató la plaza de neurología a Gloria, pero cuando se enteró de que había vuelto a ser contratada no le hizo gracia.
- Pere Ventura (Dr. Claudio Martos) (2.ª Temporada-presente) Capítulos 13 a 26

Es el jefe de neurología. Tras haberle quitado una plaza de neurología al hospital tuvo que elegir a uno de sus dos médicos, después de largas pruebas, Toño se quedó con la plaza. Más tarde contrato a Gloria gracias a que consiguiese detectar rápidamente el ictus de su hermana. Durante la 2.ª temporada sufre una enfermedad que Gloria quiere demostrar. Al final Gloria demuestra la enfermedad cuando a Martos están a punto de darle un puesto importante. Tras este hecho Lapartida no puede ver a Gloria.
- Cristina de Inza (Rosa) (1.ª temporada-presente) Capítulos 7 a 26

Es la Mujer del Dr. Lapartida. En la segunda temporada ingresa en prisión al intentar envenenar a su hijo Pablo.
- Javier Cidoncha (Pablo Lapartida) (1.ª temporada-presente) Capítulos 7 a 26

Hijo de Javier Lapartida y Rosa.
- Ramón Quesada (Dr. Luis Polo) (1.ª temporada-presente) Capítulos 6 a 26

Es oftalmólogo y marido de Cristina Sierra. Fastidio la primera entrevista de adopción por qué Cris se enteró de que lo pilló la policía con copas de más volviendo a casa después de una despedida de soltero. Tras la crisis del matrimonio tras la pérdida de Alba, Cris y él acaban separándose porque Luis se acostó con otra.
- Javier Tolosa (Dr. Fabio Lizana) (1.ª temporada-presente) Capítulos 2 a 26

Psicólogo del Hospital y gran amigo de Dávila. Ayuda a Edu a superar lo de su novia.

### Personajes que han abandonado la serie
- Pere Molina (Dr. Carlos Rioyo) (1.ª temporada) Capítulos 4 a 12

Ginecólogo del hospital
El Dr. Carlos Rioyo era el ginecólogo de Cristina. También tuvo un problema con los residentes porque a Carmen se le cayó un bebé que tenía las costillas rotas, que al parecer se las había roto él, haciéndole al bebé un masaje cardiaco, ya que, el respirador no funcionaba.
- Roman Luknar (Dr. Villabona) (1.ª temporada) Capítulos 1 a 4

Daba conciertos de clarinete. Ayudó a Nuria a recuperar la confianza de Cristina. La mayoría de las escenas las hacía con la Dra. Sierra y el Dr. Lapartida.
- Rosa Clara García (Pino) (1.ª temporada) Capítulos 1 a 12

Enfermera que ayudaba a Mateo con los casos. Era alegre y prudente, ya que le paraba los pies cuando el residente quería hacer cosas que no debía.
- Marina Gatell (Jaqueline López) (1.ª temporada) Capítulos 10 a 12

Enfermera que fue acosada por Pilar por tener un rollo con su marido. También se lio con Mateo.
- Mariona Ribas (Paz Escandón) (1.ª temporada) Capítulos 5 a 12

Compañera de terapia de Edu, del cual se enamoró. Consiguió salir con Edu, pero el residente vio que le estaba acosando y cortó. Como venganza Paz tira a Edu delante de un camión. Se puede presumir que Paz fue detenida y acaba en la cárcel.
- Pedro Cunha (Nelson) (1.ª temporada) Capítulos 7 a 8

Celador que tuvo una noche loca con Nuria. Se enfadó mucho cuando se enteró de que Nuria había abortado.
- Álvaro Monje (Juan Roche) (1.ª temporada) Capítulos 1 a 4-10 a 11

Es el hermano de Nuria. Destapó a un doctor por un examen lo del éxtasis que le dio Nuria a un paciente que murió. Nuria le acabó echando de casa. Él estaba en quinto de la carrera de medicina.
- Nerea Cervera (Alba) (2.ª temporada)Capítulos 13 a 20

Es la hija adoptiva de Cristina y Luis que finalmente vuelve con su padre biológico.

## Capítulos
| Temporada | Temporada | Episodios | Episodios                | Emisión original      | Emisión original     | Emisión original |
| Temporada | Temporada | Episodios | Episodios                | Primera emisión       | Última emisión       | Cadena           |
| --------- | --------- | --------- | ------------------------ | --------------------- | -------------------- | ---------------- |
|           | 1         | 12        | 12                       | 10 de enero de 2007   | 29 de marzo de 2007  | Telecinco        |
|           | 2         | 14        | 7                        | 4 de enero de 2008    | 28 de agosto de 2008 | Telecinco        |
| 7         | 2         | 14        | 17 de septiembre de 2008 | 29 de octubre de 2008 | Telecinco.es         |                  |

### Primera temporada (2007)
| N.º en serie | N.º en temp. | Título                   | Dirigido por              | Escrito por                         | Fecha de emisión original | Audiencia (millones) | Share |
| ------------ | ------------ | ------------------------ | ------------------------- | ----------------------------------- | ------------------------- | -------------------- | ----- |
| 1            | 1            | «Odio a los niños»       | Jesús Font                | Antonio Mercero                     | 10 de enero de 2007       | 3.09                 | 16,7% |
| 2            | 2            | «La novia de Edu»        | Juan Calvo                | Antonio Mercero y David Planell     | 17 de enero de 2007       | 3.10                 | 18,6% |
| 3            | 3            | «El ídolo de la familia» | Carles Vila               | Antonio Mercero                     | 24 de enero de 2007       | 3.28                 | 18,0% |
| 4            | 4            | «Falta de sueño»         | Jesús Font                | Antonio Mercero y David Planell     | 31 de enero de 2007       | 3.16                 | 17,7% |
| 5            | 5            | «El crudo invierno»      | Carles Vila               | Verónica Fernández                  | 7 de febrero de 2007      | 3.13                 | 18,3% |
| 6            | 6            | «Complejo de dioses»     | Jesús Font                | Jorge Díaz                          | 14 de febrero de 2007     | 3.06                 | 17,2% |
| 7            | 7            | «Dependencias»           | Juan Calvo                | Santos Mercero                      | 22 de febrero de 2007     | 2.94                 | 16,3% |
| 8            | 8            | «Mi amiga del alma»      | Jesús Font                | Teresa de Rosendo y Carmen Montesa  | 1 de marzo de 2007        | 3.01                 | 19,0% |
| 9            | 9            | «La debilidad del héroe» | José Luis García Berlanga | Ignacio Gabasa y Carmen Montesa     | 8 de marzo de 2007        | 3.20                 | 18,7% |
| 10           | 10           | «Una verdad a tiempo»    | Jesús Font                | Sara Vicente y Carmen Montesa       | 15 de marzo de 2007       | 3.24                 | 19,8% |
| 11           | 11           | «Cuestión de confianza»  | Juan Calvo                | Miguel Sáez Carral y Carmen Montesa | 22 de marzo de 2007       | 3.42                 | 20,7% |
| 12           | 12           | «Al final todo cambia»   | José Luis García Berlanga | Santos Mercero y Carmen Montesa     | 29 de marzo de 2007       | 3.43                 | 21,2% |

### Segunda temporada (2008)
| Episodios en Telecinco (1.ª tanda) |    |                           |                           |                                          |                          |      |       |
| 13                                 | 1  | «Una noche torcida»       | José Luis García Berlanga | Santos Mercero                           | 4 de enero de 2008       | 2.30 | 13,4% |
| Episodios en Telecinco (2.ª tanda) |    |                           |                           |                                          |                          |      |       |
| 14                                 | 2  | «Tomarse un respiro»      | Juan Calvo                | Carmen Montesa                           | 24 de julio de 2008      | 1.91 | 15,4% |
| 15                                 | 3  | «Monstruos»               | Juanma Pachón             | Ángela Armero                            | 31 de julio de 2008      | 1.93 | 15,4% |
| 16                                 | 4  | «Prohibido sufrir»        | Iñaki Peñafiel            | Rocío Santillana                         | 7 de agosto de 2008      | 1.85 | 15,9% |
| 17                                 | 5  | «Mirar al este»           | José Luis García Berlanga | Daniel Martín Serrano                    | 14 de agosto de 2008     | 1.47 | 14,9% |
| 18                                 | 6  | «Decisiones accidentadas» | Juan Calvo                | Ángela Armero                            | 21 de agosto de 2008     | 1.73 | 15,1% |
| 19                                 | 7  | «Una cuestión de piel»    | Juanma R. Pachón          | Carmen Montesa                           | 28 de agosto de 2008     | 1.68 | 15,7% |
| Episodios en Telecinco.es          |    |                           |                           |                                          |                          |      |       |
| 20                                 | 8  | «Un país muy lejano»      | Iñaki Peñafiel            | Santos Mercero                           | 17 de septiembre de 2008 | —    | —     |
| 21                                 | 9  | «Tres grados»             | Juan Calvo                | Rocío Santillana                         | 24 de septiembre de 2008 | —    | —     |
| 22                                 | 10 | «Equilibristas»           | Juanma R. Pachón          | Daniel Martín Serrano                    | 1 de octubre de 2008     | —    | —     |
| 23                                 | 11 | «Apuestas»                | Iñaki Peñafiel            | Ángela Armero                            | 8 de octubre de 2008     | —    | —     |
| 24                                 | 12 | «El desahogo Titanic»     | Juan Calvo                | Carmen Montesa                           | 15 de octubre de 2008    | —    | —     |
| 25                                 | 13 | «No sé quién eres»        | José Luis García Berlanga | Daniel Martín Serrano y Rocío Santillana | 22 de octubre de 2008    | —    | —     |
| 26                                 | 14 | «El apagón»               | Juanma Pachón             | Santos Mercero                           | 29 de octubre de 2008    | —    | —     |

Posteriormente en 2009 la serie fue emitida íntegramente en Factoría de Ficción. Posteriormente la serie ha sido repetida varias veces en los diferentes canales de España pertenecientes a Mediaset España.

## Emisión
- España (país original de la serie)
  - 2007-2008 Telecinco-Mediaset España
  - 2009 Posteriormente en 2009 la serie fue emitida íntegramente en Factoría de Ficción-Mediaset España. Posteriormente la serie ha sido repetida varias veces en los diferentes canales de España pertenecientes a Mediaset España, 8tv-Emissions Digitals de Catalunya y en los canales de pago Factoría de Ficción, Calle 13 Universal, AXN (España).
- M6 y Téva
- Italia 1 y SKY Vivo
- Tele Rebelde
- AB3
- Vox
- B92
- 52MX
- Chilevisión
- Tves
- Teledoce
- Etcétera
- Además la serie se ha emitido con más o menos éxito en todos los países de Hispanoamérica.
- Además la serie está actualmente disponible en:
  - España: Mitele y Prime Video
  - Resto del mundo: Prime Video